# Jules (téléfilm)
Pour les articles homonymes, voir Jules.
Pour plus de détails, voir Fiche technique et Distribution.
Jules est un téléfilm français écrit et réalisé par Christian Palligiano, diffusé en 1994 sur Arte.

## Synopsis
Un homme nommé Jules va bien passer ses journées loufoques.

## Fiche technique
- Scénario : Christian Palligiano
- Réalisateur : Christian Palligiano
- Production : Arte
- Directeur de production : Richard Malbequi
- Genre : Comédie
- Pays de production :  France
- Durée : 90 minutes (1 h 30)
- Diffusion : France : 1994

## Distribution
- Robin Renucci : Jules
- Anne Alvaro : Judith.
- Jacques Bonnaffé : Julien
- Bernard Pinet : Le chauffeur de taxi
- Michel Jonasz : Quasimodo